# Галаган, Иван Григорьевич
Иван Григорьевич Галага́н (укр. Іван Ґалаґан; ? — 1789; Сокиринцы) — прилуцкий полковник Войска Запорожского.

## Биография
После смерти Григория Игнатьевича Галагана, имения в Сокиринцах перешло в наследство его единственному сыну Ивану. Иван к этому времени служил в казацком войске и имел почетное звание бунчукового товарища, четыре года (25.08.1763—1767) правил прилуцким полком вместо отца. В 1780-90 гг служил поветовым судьей в Прилуках. В Сокиринцах Иван Григорьевич построил новый двухэтажный деревянный дом на каменном фундаменте.
Женился Иван Григорьевич в 1754 году на четырнадцатилетней дочери киевского полковника, племяннице гетмана Кирилла Разумовского Екатерине Ефимовне Дараган, которая впоследствии получила от отца и братьев в наследство огромные богатства, однако брак этот был несчастливым, — уже имея трех детей супруги разъехались. Галаган хотел даже официально развестись однако жена развода не дала. Иван Григорьевич часто болел, жил тихо.
Умер в 1789 году, оставив сыну Григорию 6000 душ крепостных.
Его супруга после разрыва купила небольшое имение в Ивковцах под Прилуками и прожила там много лет. В это время умерли два её брата и ей с сестрой Софьей достались большие и богатые имения на Полтавщине и Черниговщине (Лемеши, Михайловка, Мостище, Рудьковка, Даневка, Покорщина). Екатерина Ефимовна с детьми переехала в Покорщину под Козельцом и зажила на широкую ногу, окружив себя слугами и множеством декоративных собачек. Разговаривала только на «малороссийском наречии». Умерла она в 83 года в 1823 году и похоронена в Георгиевскому монастыре в селе Данивцы около Козельца. Иван Григорьевич Галаган умер в 1789 году, похоронили его около «домовой» церкви в сокиринском саду.

### Семья
- Жена — Екатерина Ефимовна Дараган, племянница гетмана Кирилла Разумовского.
- Сын — Григорий (1768—1803), воспитывался в Лейпциге. Поселился в Сокиринцах, женился на дочери Милородовича Ирине Антоновне. Построил каменную церковь в Сокиринцах.
- Дочери — Вера и Ульяна, вышли замуж за сербов Федора Чорбу и Ивана Стоянова.